# 呂宋茄
呂宋茄（学名：Solanum retrorsum）为茄科茄屬下的一个种。

## 分布
本种原生於臺灣及菲律賓。

## 扩展阅读
- 維基物種上的相關：呂宋茄